# باشگاه بسکتبال توزین الکتریک کاشان
توزین الکتریک کاشان نام باشگاه بسکتبال حرفه‌ای در شهر کاشان ایران می‌باشد. این تیم در مسابقات لیگ برتر بسکتبال ایران حضور دارد.